# GlasBlasSing Quintett
GlasBlasSing Quintett是一个德国音乐团体，他们通過装满不同高度的水或完全空的瓶子（吹瓶）來演奏管乐。自2003年以来，他们一直在德国、奥地利和瑞士演出。

## 外部鏈接
- GlasBlasSing （页面存档备份，存于）